# Kisvasút

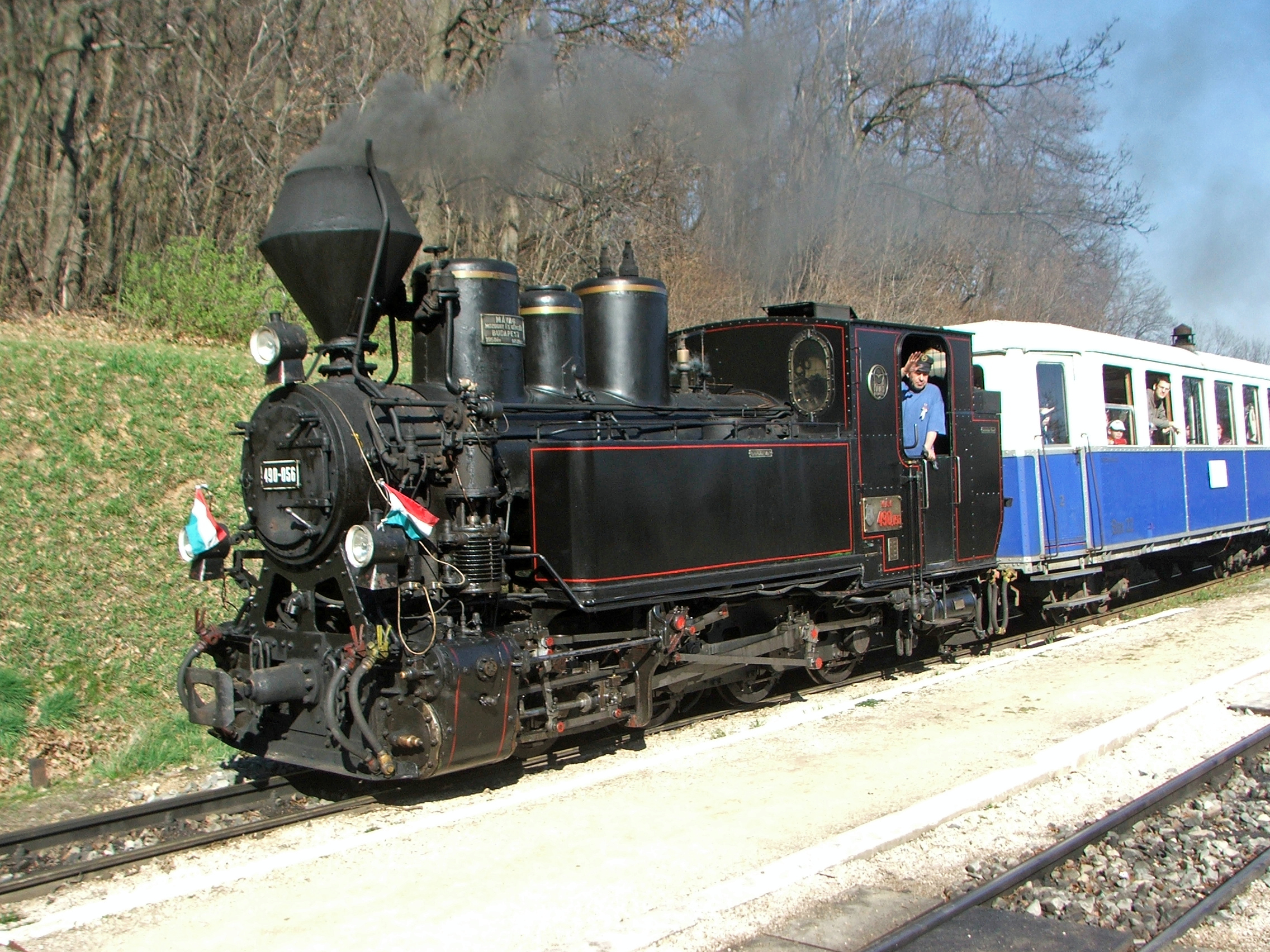
A Gyermekvasút egyik nosztalgia szerelvénye 490 sorozatú mozdonnyal és az egykoron a Lillafüredi Állami Erdei Vasútnál dolgozó nosztalgiakocsival

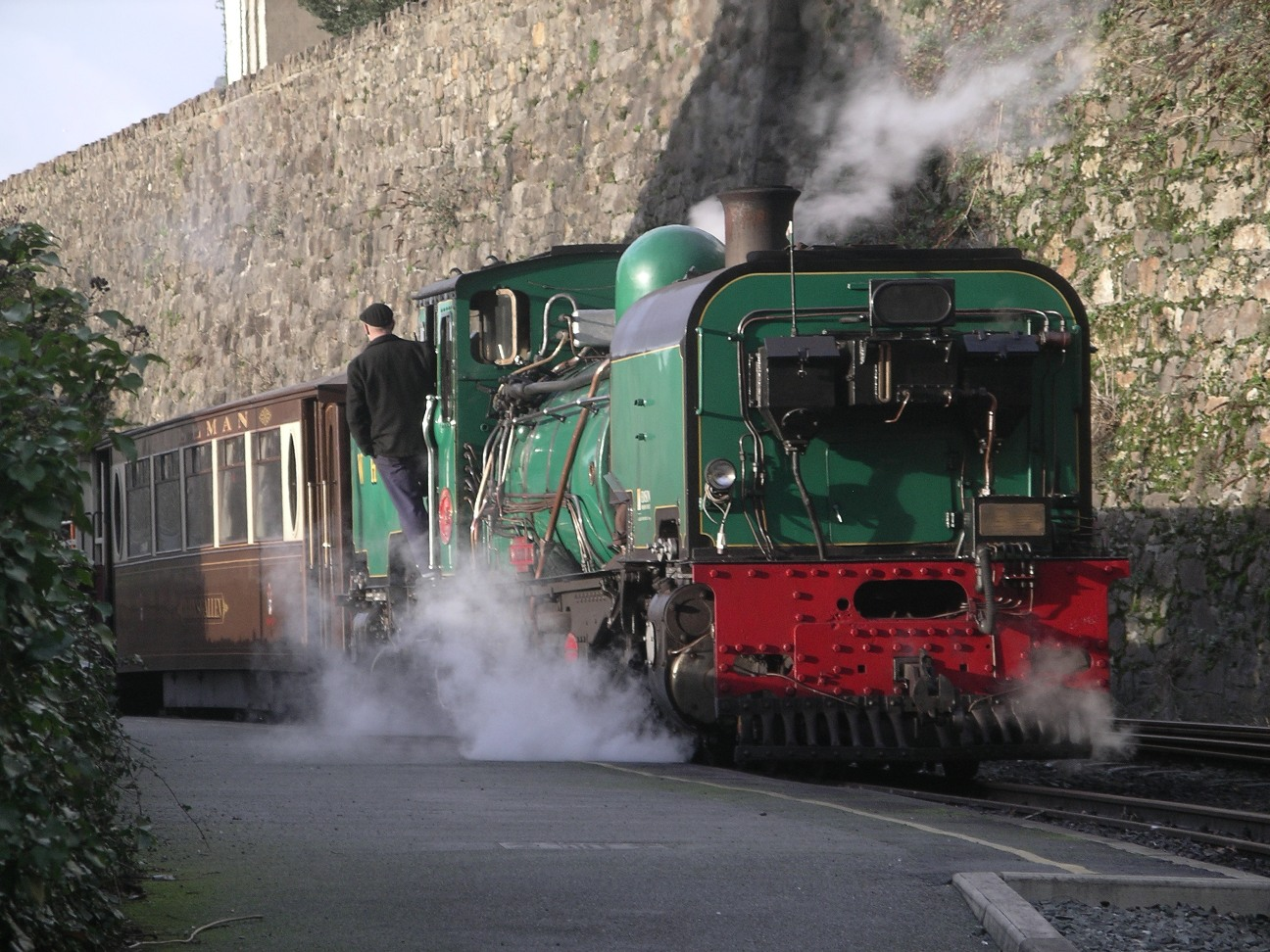
A Welsh Highland Railway egyik vonata az Egyesült Királyságban

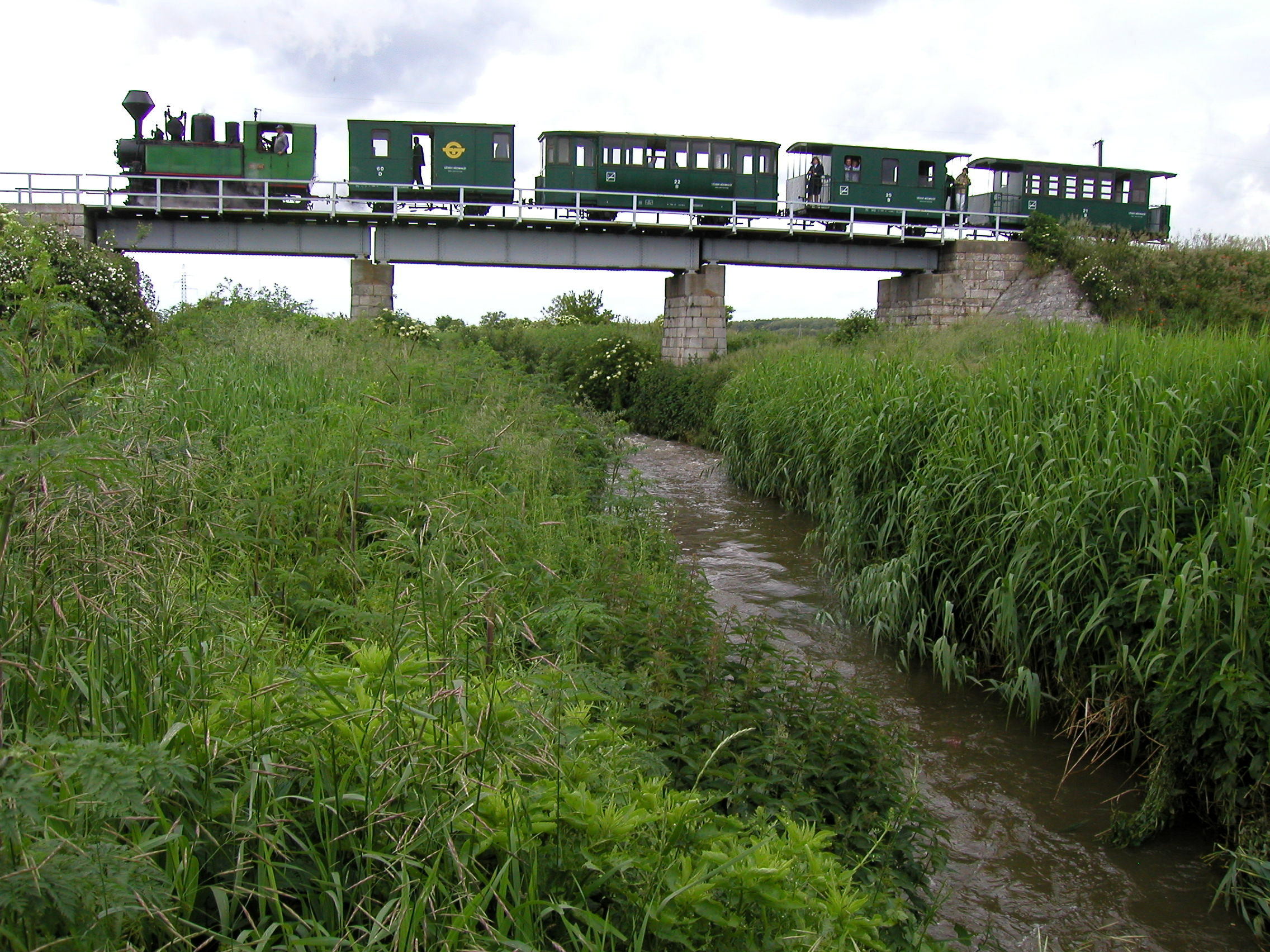
Nagycenki Széchenyi Múzeumvasút

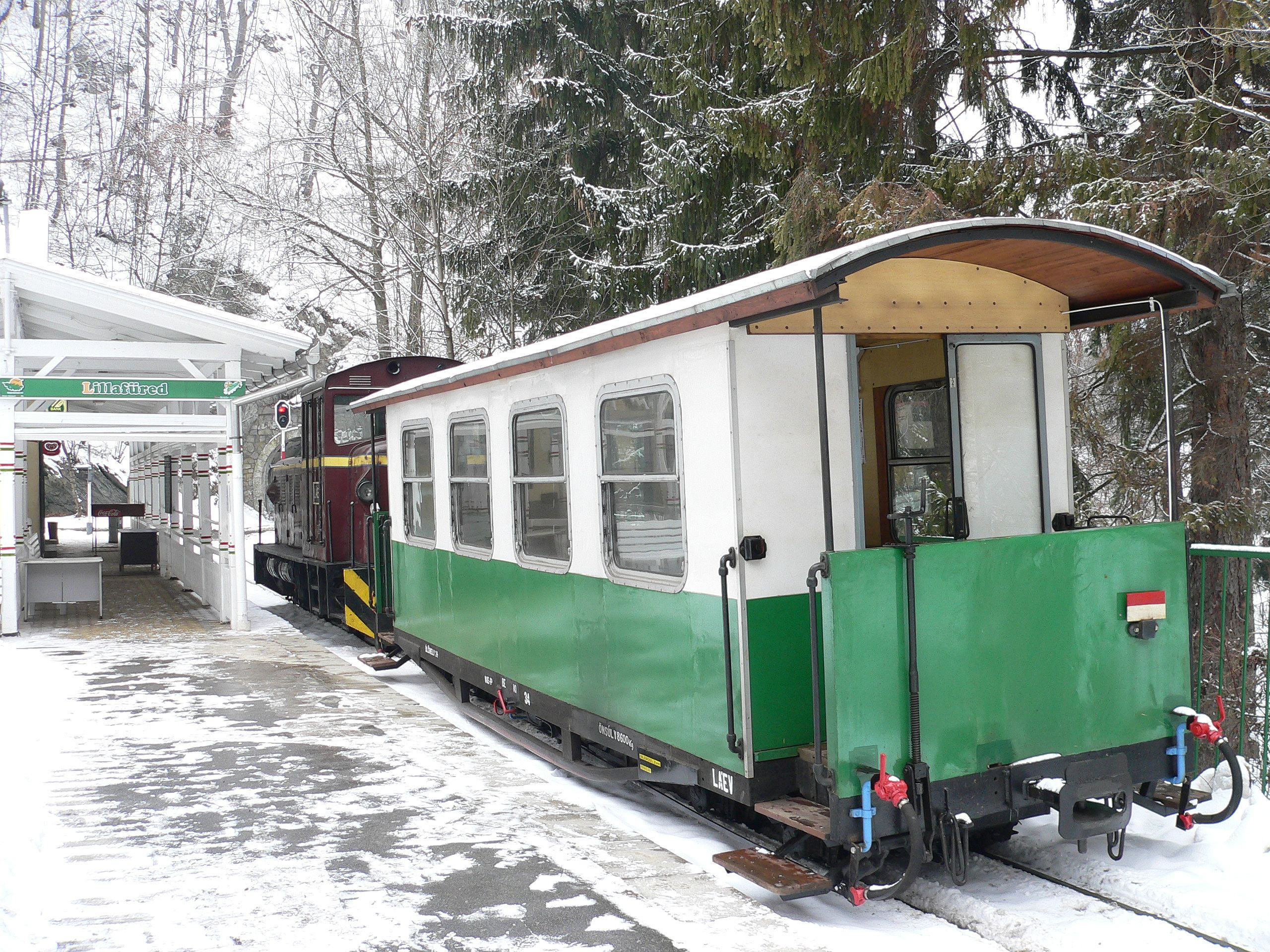
A Lillafüredi Állami Erdei Vasút télen

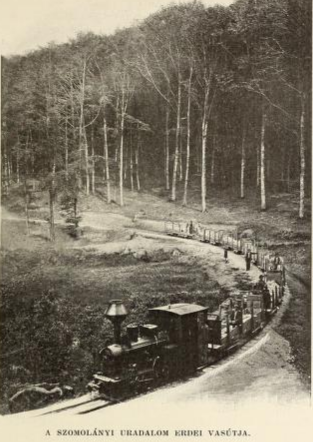
Erdei vasút, Szomolány (1904)

A kisvasút, hivatalos néven keskeny nyomközű vasút, keskeny nyomtávú vasút olyan vasút, amelynél kisebb a nyomtávolság, mint a normál vasutaknál. A kisvasutak korábban jellemzően helyi árufuvarozásban játszottak szerepet, ahol az akkori technikai viszonyok közt gazdaságosabb volt egy ilyen vasutat üzemeltetni, manapság viszont már inkább a turizmusban van szerepük.

## Jellemzői
A keskenynyomtávolságú pályák nyomtávolsága lehet például 1067, 1000, 760, 750, 600, 580 vagy 500 mm. A kisvasutat egyszerűbb és olcsóbb felépíteni, kisebb sugarú íveket lehet építeni az alacsonyabb pályasebességnek megfelelően, ami a hegyi terepen nagy előny, hiszen ezáltal a vasúti pálya vonalvezetése jobban tud alkalmazkodni a terepadottságokhoz, így elkerülhetők a költséges földmunkák. A mozdonyok és a kocsik is könnyebbek, ami a pályaépítést olcsóbbá teszi. Ez a kedvező tulajdonság sík területen is jól kihasználható. A kisvasút hátránya, hogy a helyi hálózatok nem alkotnak országos egységet, és ezért hosszabb utakon át kell szállni a „nagyvasútra”, illetve az árut is át kell rakodni. Ezt a hátrányt a XX. század elején úgy vélték kiküszöbölhetőnek, ha a keskeny nyomtávolságú vasutak önálló – adott pontokon a nagyvasutakhoz kapcsolódó – hálózatot alkotnak. Magyarországon például elkészítették a kisvasutak országos hálózatának a tervét. A közúti motorizáció fejlődése e tervek tényleges megvalósítását megakadályozta. A kisvasút gyakran alacsonyabb kényelmi színvonalú, mint a normál nyomközű vasút. A kocsik többnyire fapadosak, kályhafűtésűek, és a pályasebesség is többnyire alacsonyabb. Ahol a keskeny nyomtáv elterjedtebb és költenek fejlesztésekre (például Svájcban), ez a különbség alig érezhető. A kisvasutakat nemcsak a nyomtávolságuk és funkciójuk, hanem üzemeltetésük módja szerint is csoportosítani lehet. Léteztek ló-, sőt emberi erővel hajtott ún. könnyen szállítható mezei vasutak is.

## Története Magyarországon
Magyarországon az 1870-es években indult meg az építésük. A legrégebbi a Zsuzsi Vasút, amely 1882 óta üzemel. Az első erdei kisvasút pedig a Pálházi Állami Erdei Vasút, amely 1888 óta működik. A Monarchia vasúti szabályzata szerint harmad- és negyedrendű vasútvonalként épültek: a harmadrendű vasútvonalak közforgalmat ellátó, a másodrendűként besorolt helyiérdekű vasutakkal megegyező funkciójú keskeny nyomtávú vonalak voltak, míg a negyedrendű vonalak közé a csak teherszállítást ellátó erdei, gazdasági és bányavasutak tartoztak. A harmadrendű kisvasutak szabványos nyomköze 760 mm lett a Monarchia egész területén, a negyedrendű vonalaknál gyakori volt a 600 mm-es nyomtáv, de ettől mindkét irányban eltérhettek. Az 1920-as évekre már több ezer kilométer vágányhosszú keskenynyomközű vasút szelte az országot. Az erdőgazdaságok, mezőgazdasági nagybirtokok, és bányák sorra nyitották az új szárnyvonalakat, és kötötték be a már meglévő hálózatokba. Elsősorban áruszállítás céljára létesítették őket, később azonban egyre nagyobb teret nyertek a személyszállításban is.
A második világháború után a szilárd burkolatú utak hiányában sok helyen ez maradt az egyetlen közlekedési eszköz. Az 1950-es években még épültek új kisvasúti vonalak, azután csak elvétve, főleg turisztikai céllal, úttörővasútként. Az 1960-as évek táján kezdődött meg a kisvasutak dízelesítése: megjelentek a C-50 és Mk48 típusú mozdonyok felváltva a gőz-, illetve a lóvontatást. Ezek a mozdonyok még ma is egyeduralkodó típusnak számítanak a legtöbb vasútüzemben. Rengeteg hálózat sorsát megpecsételte az 1968-as közlekedéspolitikai koncepció. A felszámolásból kihagyott vonalakon a teherforgalom aránya folyamatosan csökkent. Az 1990-es évekre szinte teljesen megszűnt az árufuvarozás. Ekkoriban vette át a létfenntartó szerepet a turizmus.

## Kisvasutak Magyarországon
Ma[mikor?] összesen 380 km hosszan utazhatunk Magyarországon kisvasúton. A megmaradt, személyszállítást is végző vonalak – a 600 mm nyomközű Almamelléki Állami Erdei Vasút és Kemencei Erdei Múzeumvasút kivételével – 760 mm nyomtávolságúak. A leghosszabb a 109 km-es Csömödéri Állami Erdei Vasút, a legrövidebb a Pécsi Gyermekvasút, ami mindössze 557 méter hosszú. Egy 2014-es országos felmérés szerint a budapesti Gyermekvasút az ország legforgalmasabb kisvasútja, a második a Lillafüredi Állami Erdei Vasút, a harmadik pedig a Szilvásváradi Erdei Vasút.
Ezeken a vonalakon kívül még számos  üzemelő (760, 600, 500 mm nyomtávolságú), gazdasági célú kisvasút található Magyarországon. Főleg téglagyárakban és bányákban. Számuk folyamatosan csökken.